# Amauropelta oligocarpa
Amauropelta oligocarpa là một loài dương xỉ thuộc họ Thelypteridaceae.